# Капетан Марвел (филм)
Капетан Марвел (енгл. Captain Marvel) је амерички научнофантастични суперхеројски филм из 2019. године, редитељског двојца Ане Бодена и Рајана Флека. Сценарио потписују Ана Боден, Рајан Флек и Џенева Робертсон Дворт на основу стрипа Капетан Марвел аутора Роја Томаса и Џина Колана, док је продуцент филма Кевин Фајги. Ово је двадесет и први наставак у серији филмова из Марвеловог филмског универзума. Насловну улогу тумачи Бри Ларсон, а у осталим улогама су Самјуел Л. Џексон, Бен Менделсон, Џимон Хансу, Ли Пејс, Лашана Линч, Џема Чен, Анет Бенинг, Кларк Грег и Џуд Ло. Смештен у 1995. годину, филм прати Керол Денверс која постаје Капетан Марвел након што је Земља ухваћена у средиште галактичког сукоба између две ванземаљске цивилизације.
Развој филма је почео у мају 2013, а званично је најављен у октобру 2014. године као први Марвелов филм са женским главним ликом. Прича позајмљује елементе из стрипа Kree–Skrull War из 1971. године, аутора Роја Томаса. Ларсонова је најављена као Керол Денверс на Сан Дијего Комик Кону 2016, док су Боденова и Флек најављени као режисери у априлу 2017. године. Снимање је почело у марту 2018. у Калифорнији, а завршено је у јулу исте године у Луизијани. Џексон и Грег, који поред осталих репризирају своје улоге из претходних Марвелових филмова, дигитално су подмлађени у постпродукцији, како би се прилагодили поставци филма у 1990-им.
Филм је премијерно приказан 27. фебруара 2019. у Лондону, док је у америчким биоскопима реализован 8. марта исте године. Зарадио је преко 1,1 милијарди долара широм света, што га је учинило првим суперхеројским филмом са женским главним ликом који је зарадио преко милијарду долара, као и петим најуспешнијим филмом из 2019. године. Филм је добио углавном позитивне критике, хваљена је глума, нарочито Ларсонове. Наставак филма, Капетан Марвел 2, премијерно је приказан 2023. године.

## Радња
Године 1995. на планети престоници Кријског царства, Хали, припадник клана Старфорс, Верс, пати од амнезије и сања визије у којима је непозната старица. Јон-Рог, њен ментор и командант, учи је како да контролише своје моћи, али и како да се бори са визијама. Врховна интелигенција, заповедник Крија, захтева да Верс оцени колико контролише своје емоције.
Током мисије спасавања агента који је инфилтриран у расу Скрула, ванземаљске врсте која мења и опонаша физичке облике, њихов заповедник Талос успе да зароби Верс. Након што побегне од Скрула, делови сећања воде Верс на Земљу и она атерира у околину Лос Анђелеса, Калифорнија, где њено присуство привлачи Агенцију за домаће интервенције, појачања и логистику, скраћено Ш.И.Л.Д. Агенти Шилда, Ник Фјури и Фил Колсон бивају нападнути од стране Скрула. Фјури убија Скрула који се трансформисао у Колсона. Талос, прерушен у Фјуријевог шефа Келера нареди Фјурију да прати Верс.
Пратећи сећања која јој се враћају у деловима, Верс и Фјури одлазе у базу Ваздухопловства Сједињених Држава тражећи Пројекат Пегаз. Они откривају да је Верс заправо пилот чија смрт је забележена 1989. године након експлозије коју је изазвао тест-мотор брзине светлости, патент докторке Венди Лосон, жене коју Верс препознаје као жену из кошмара и њен лични приказ Врховне интелигенције. Након што Фјури обавести Шилд о њиховој локацији, Талос прерушен у Келера и тим стижу по њих. Фјури разоткрије Талосов трик и помаже Верс да побегне у летелици заједно са мачком докторке Лосон, Гусаном. Они лете у Луизијану у потрагу за бившом пилоткињом, Маријом Рамбо, последњом која је видела Лосон и Верс живе.
Рамбо и њена ћерка Моника откривају да је Верс заправо Керол Денверс, Маријина пријатељица и колегиница. Талос, ненаоружан, долази у Луизијану како би нашао савезнике у Денверсовој и Фјурију. Он моли за помоћ скрулским избеглицама које Кри раса годинама тлачи док они траже место на које ће избећи. Талос открива да је докторка Лосон заправо кријски научник, Мар-Вел, који је помагао Скрулима и пушта снимак лета на ком је Мар-Вел убијена од стране Јон-Рога како не би уништила мотор брзине светлости пре него га се Крији домогну. Денверсова, која је сама уништила мотор, том приликом је апсорбовала огромну количину енергије која је ослобођена експлозијом, али је изгубила сећање што је омогућило Јон-Рогу да након кријског експеримента од ње направи ратницу.
Денверсова, Талос, Фјури и Рембоова налазе скривену лабораторију Лосонове у Земљиној орбити, где се налази неколико Скрула, међу њима и Талосова породица, као и Тесеракт, извор снаге мотора који је Лосонова пројектовала. У лабораторији, Старфорс успе да зароби Денверсову и суочава је са Врховном интелигенцијом. Током разговора, Денверсова успе да уклони имплант који јој је регулисао моћи и она достигне максимум снаге. У борби, Фјури долази до Гусана, за ког се испоставља да је ванземаљска раса Флеркен. Флеркен порази нападаче, прогута Тесеракт и огребе Фјурија преко ока које тада изгуби. Денверсова уништава брод Крија што натера заповедника брода Ронана Тужитеља да одступи. Денверсова савлада Јон-Рога на Земљи и шаље га на Халу са упозорењем Врховној интелигенцији.
Денверсова одлази са преживелим Скрулима да тражи дом за њихову расу. На растанку, она остави Фјурију пејџер преко кога је може контактирати када му буде потребна. Фјури саставља иницијативу која ће окупити људе као што је Денверсова, назвавши план по ловцу који је Данверсова возила – Иницијатива Осветника (енгл. Avenger Initiative). У завршним сценама, сада у 2018. години, активиран пејџер надгледају преживели Осветници када се Денверсова појави; Гусан се пење на Фјуријев сто и поврати Тесеракт.

## Улоге
- Бри Ларсон као Керол Денверс / Верс / Капетан Марвел: 
Бивши пилот Америчког ратног ваздухопловства и припадник елитне војне јединице Крија зване Старфорс, над којом је након авионске несреће и експлозије мотора извршен кријски експеримент те јој је ДНК измењен, дајући јој надљудску снагу у виду енергије и летења.[1][2][3] Ларсон је описала Денверс као "верника у истину и правду" и "мост између Земље и свемира",[4] која мора избалансирати своју "неразумну" Кри страну у којој је "невероватни борац" са њеном "погрешном" људском страном, то је "страна коју она на крају одабере".[3] Ларсон је Денверс такође назвала агресивном, брзо расположеном и инвазивном - атрибути који јој помажу у борби, али огледају се као недостаци карактера.[5] Председник Марвел студија Кевин Фајги рекао је да је Ларсон одабрана за улогу због њене способности да уравнотежи огромне моћи карактера са њеном хуманошћу.[6] Због забринутости да је Ларсонова (која је имала 26 година када је почело снимање) била премлада да би приказала изврсног ваздухопловца, сценаристкињаа Никол Перлман консултовала се са Ратним ваздухопловством, које је изјавило да је могуће да неко "догура јако далеко" у добу од 28. до 34. године.[7] Ларсонова је девет месеци тренирала за улогу, учећи џудо, бокс и рвање.[3][8] Она је такође посетила ваздухопловну базу Нелис и састала се са активним ваздухопловцима, укључујући бригадног генерала Џини Ливит и пилота мајора Стефена Дел Бања, у припреми за улогу.[9][10][11] Грејс Мкена је глумила тринаестогодишњу Керол Денверс,[9][12][13] док је Лондон Филер представљала као шестогодишњакињу.[13]
- Самјуел Л. Џексон као Ник Фјури: 
 Будући директор Штита, који је у периоду радње овог филма бирократа на ниском нивоу.[14] Фјури се појављује без свог повеза за око док је на крају приказано како губи око.[15] Фејги је објаснио да је Денверс први суперхерој на ког је Фјури наишао,[16] што отвара пут његовом лику у модерним марвеловим филмовима.[17] Џексон је Фјурија у овом филму описао као шаљивџију, који још није постао циничан према бирократији и који у филму сазнаје да постоје супермоћна бића која би могла да помогну Штиту.[18] Џексон је додао да поверење у Денверс игра кључну улогу у његовом развоју, јер они постају "сународници" током филма.[19] Џексон је дигитално подмлађен у филму 25 година, а први пут је Марвел то урадио за потребе улоге током целог филма.[20]
- Бен Менделсон као Талос /Келер: 
 Вођа инвазије мењача облика Скрулија на Земљу, који ради под лажним идентитетом у оквиру Штита као Фјуријев шеф, Келер.[21] Менделсон је описао Талосову људску личност као "затегнуту" у поређењу са његовом "више лежећом" личношћу Скрулија . Менделсон је правио разлику између те две улоге користећи амерички нагласак инспирисан бившим министром одбране Сједињених Држава Доналдом Рамсфелдом за улогу Келера и свој родни аустралијски нагласак за улогу Талоса. Аустралијски акценат је изабран након "дуже расправе", због онога што је Менделсон назвао "земаљском исправношћу". Шминка и протетика неопходни за приказивање Талоса рађени су по "неколико сати".[21] Извршни продуцент Џонатан Шварц додао је да је "забавно упаривати Скрулијеве моћи са Беновим асортиманом као глумца јер је он у свим тим деловима веома различит".[19] Емили Озреј и Абигејл Озреј глуме Талосово прерушавање у сурферке, док Двејн Хенри глуми Талосово прерушавање у војника Крија.
- Џимон Хансу као Корат: 
 Кријов мачевалац и други по команди у Старфорсу.[22][23] Хансу је објаснио да је Корат био још увек "несазрео" у овом филму за разлику од његовог појављивања у филму  Чувари галаксије (2014), али је и тада био "машина без хумора".[24]
- Ли Пејс као Ронан: 
 Високи званичник Крија.[22][25] У поређењу са његовом појавом у Чуварима галаксије, Ронан још увек није „радикални фанатик“, а његова улога у војсци Крија укрстила се са Старфорсима „на занимљив начин“.[19]
- Лашана Линч као Марија Рамбо: 
 Један од најстаријих пријатеља Денверсове и колегиница пилот са позивним знаком "Фотон". Она је самохрана мајка кћерки Моники. Линч је Рембову описала као "отпорну" и неког "за кога не осећаш да би требало да му помогнеш".[26] Ларсон је Рембову назвала "репрезентацијом љубави" у филму и "невероватно опаком". Пријатељство Денверсове и Рембове описала је као обострано, са "разиграном конкурентношћу [и] међусобним поштовањем".[27] Попут Ларсонове и Линч се састајала са активним пилотима у припреми за улогу. Посебно се срела са пилотима који су такође мајке. Линч је била одушевљена приказом лика на који би се публика могла поносити и са којим би се могла повезати, посебно мајке и припадници црне заједнице, помажући да наставе „позитивну линију“ за афроамеричке ликове у Марвелу након Црног пантера.[26]
- Џема Чен као Мин-Ерва: 
 Снајпериста Крија и члан Старфорса.[24][28] Чен је објаснила да је Мин-Ерва била "звезда Старфорса" пре него што се Денверсова придружила тиму и да је "мало угрожена од некога ко је дошао а такође је веома талентован".[24]
- Анет Бенинг као Вештачка интелигенција и Мар-Вел / др Венди Лосон:[29] 
 Вештачка интелигенција која је колективно отелотворење највећих умова народа Крија и владар Царства Крија.[30][31] Врховна интелигенција се појављује у различитим облицима код сваке особе, посебно као др Венди Лосон код Версове. Џуд Ло је изјавио да сваки члан Старфорса има "одређени однос" са Врховном интелигенцијом, и да његов лик има "божански смисао због своје везе са тим већим бићем".[19] Бенинг такође глуми научника побуњеника Крија Мар-Вела, који користи име др Венди Лосон за прерушавање на Земљу. Као др Лосон, она је била и шеф Денверовој.[29]
- Кларк Грег као Фил Колсон: 
 Новајлија агент Штита који блиско сарађује са Фјуријем.[14] Грег је изјавио да је Колсон у овом филму био млад и да је "нови неискусни момак у Штиту ... То је најранији период Колсоновог живота који смо видели [у Марвеловим филмовима], па када каже:" Господине Старк, ово није " мој први родео" у  Ајронмену (2008), ово је можда родео о коме говори."[32] Осећао је да "има нешто заиста посебно у враћању у младе дане, када је [Колсон] тек стигао у редове Штита" и морао је да ради на представљању Колсона "мало мање строгог и изнуреног" какав је у садашњости Марвеловог универзума.[14] Одговарајући на чињеницу да је Колсон наишао на Кријеве у Марвеловој телевизијској серији, Агенти Ш.И.Л.Д.А., Шварц је изјавио да у Капетану Марвелу, Кри још није „део његовог вокабулара“, а у филму треба "да се фокусирамо на њега какав је он, тако да не треба бринути о стварима са којима ће се касније сусрести".[33] Попут Џексона и Грег је дигитално подмлађен 25 година.[20]
- Џуд Ло као Јон-Рог:[13][34] 
The командант Старфорса и ментор Денверовој, који је обучава да би користила своје нове моћи.[5][35][36] Ло је рекао да је његов лик „вођен вером у божанско лидерство народа Крија. Значи, он је скоро побожни ратник - неупитан, конзервативан али инспирисан“. Ло је такође изјавио да његов лик има посебну везу са Денверсовом, коју сматра штићеником, што постаје извор напетости у филму са осталим члановима Старфорса. Роберт Дауни Јуниор, који глуми Тонија Старка у Марвеловим филмовима и који је глумио заједно са Лоом у  Шерлоку Холмсу (2009) и његовом наставку (2011), саветовао га је у раду са Марвелом пре него што је Ло прихватио улогу.[28]

Поред тога, Алгенис Перез Сото и Руне Темте глуме Ат-Ласа и Брон-Чара, обојицу чланова Старфорса, Ат-Лас је стрелац у тиму, док је Брон-Чар "већи, јачи момак који се бори песницама"  Маријину кћерку, Монику Рембо, глуми Акира Акбар као једанаестогодишњакињу, док Азари Акбар глуми њу као петогодишњакињу. Шерон Блин глуми Сорен, Талосову жену. Роберт Казински појављује се као мотоциклиста под надимком "Дон". Вик Сахеј глуми Торфана. Чуку Моду глуми Сох-Лар. Колин Форд појављује се у улози брата Денверове, Стива, док Кенет Мичел глуми њиховог оца. Денверсова мачка у стрипу носи име Чуи (по лику Чубаке из Ратова звезда) док је у овом филму носи име Гус по лику Ника "Гуса" Бредшоа из филма Топ ган (1986), а приказују га четири различите мачке, Реџи, Арчи, Рицо и Гонцо. Свака мачка је изабрана на основу њихових поступака и личности.
Прави пилоти ваздухопловних снага Метју "Спајдер" Кимел и Стефен Дел Багно појављују се као они сами. Дел Багно је умро месец дана пре објављивања филма, и посвећена му је читуља. Писац стрипа Капетан Марвел Кели Суе ДеКоник има улогу пролазника на железничкој станици, а Стен Ли, ко-творац првог капетана Марвела, појављује се постхумно у сцени где путује возом. Крис Еванс, Скарлет Џохансон, Марк Рафало и Дон Чидл појављују се као Стив Роџерс /Капетан Америка, Наташа Романова /Црна удовица, Брус Бенер/Халк и Џејмс Роудс / Ратна машина у завршној сцени на којој се надовезује филм Осветници: Крај игре.

## Продукција

### Развој пројекта
Много смо причали о архетиповима и ономе што желимо да овај филм буде и само о томе како створити снажног женског суперхероја, а да то не учинимо да изгледа као Супермен са сисама... када сам схватио рекао сам: 'Чекај минут, шта ми (овде) сматрамо о женама на власти? ' Онда морамо рећи: 'Зашто да се толико држимо за то? Требало је само испричати најбољу причу и изградити најбољи лик. ' А онда имамо сталне потезе о томе како испричати причу која је привлачна, забавна, покретна, борбена и шаљива, а такође будемо свесни какве би то веће импликације могле бити.

—Иницијални сценариста Никол Перлмен на стварању првог водећег женског суперхероја Марвеловог студија
До маја 2013. године, сценарио за филм Мис. Марвел - име које је лик Керол Денверс користила пре него што је преузела плашт Капетана Марвела— написан је у Марвеловом студију у соспственом програму писања. Касније те године, извршни продуцент Луис Д'Еспосито рекао је да је студио заинтересован за филм о суперхеројима где водећу улогу има жена и имао је доста "јаких женских ликова" од којих би могао да изабере, сугеришући Капетана Марвела, Црну удовицу, Пепер Потс или Пеги Картер као могуће кандидате. Кевин Фајги, председник Марвеловог студија, изјавио је да би, уколико Марвел одлучи да снима филм о женском суперхероју, волео да то буде нови лик у Марвеловом филмском универзуму у виду Капетана Марвела, о коме би се могла испричати прича о првобитном почетку. У августу 2014. Фајги је изјавио да су Црни Пантер и Капетан Марвел: "оба лика која нам се допадају, да је развојни пројекат урађен, и да се и даље ради на томе", и да се јавност често распитује о тим пројектима код студија: "много више него за Ајрон мена 4 и више наго за филм Осветници: Рат бескраја]...И сматрам да је то нешто на шта мора да се обрати пажња."
У октобру 2014. Фајги је најавио да ће Капетан Марвел бити премијерно приказан 6. јула 2018. године у оквиру Фазе три филмова, и то је први (Марвелов) филм у ком је главна улога жена. Изјавио је да ће Капетан Марвел бити заснован на верзији лика о Керол Денверс, и да је филм био у фази израде у студију "скоро онолико дуго" као и други филмови попут  Чувара галаксије (2014) или  Доктора Стрејнџа (2016), при чему је једно од главних питања "схватање онога што желимо да учинимо са њом. Њене авантуре су врло земаљске, али њене моћи су створене у космичком царству."  Фајги је изјавио да ће писац и редитељ бити "ускоро" најављени, а о филмским продуцентима се размишља.
Марвел је у фебруару 2015. одложио датум премијере за 2. новембар 2018. године. Почетком априла Фајги је открио да је лик Капетана Марвела био укључен у рани нацрт сценарија за филм Осветници: Ера Алтрона (2015) али је уклоњен јер "то није изгледало као право време. Нисмо желели да је представимо као потпуно формираног летача у костиму пре него што сте знали ко је и како је настала. " Такође је рекао да ће Марвел најавити писце за филм "у наредних недељу или две"., а средином априла, сценаристица Чувара галаксије, Никол Перлмен и копродуцентиста филма У мојој глави (2015) Мег Лефов изабрани су да напишу сценарио. Двојац је састављен као екипа за писање након што су импресионирали Фајгија засебним преузимањем лика, и почели су да раде на филму у року од месец дана. Лефова је установила да је лик женског суперхероја истовремено и "диван" и изазован, посебно због тога што је карактер моћан, што би могло довести до тога да "проклетство Супермена" буде неугрожено перципирано.
До маја, Марвел је разговарао са Авом Дувернеј о режији Капетана Марвела или  Црног Пантера (2018), што је Фајги потврдио месец дана касније, рекавши да се са Авом Дувернеј сусрео међу бројним другим директорима и очекивао да ће одлука бити донесена од средине до краја 2015. године. Тог септембра Фајги је рекао да процес кастинга неће почети до 2016. године, јер „снимамо филм, схватамо ко желимо да буде Карол Денверс, и заиста која ће бити структура филма и какав ће бити њен удео у неким другим нашим филмским фазама. " Продуцент Џереми Латчам је објаснио да ће "исправно постављање лика прво довести до набоја. Желимо да будемо сигурни да знамо ко је пре него што почнемо да тражимо ко би требало да га игра". У октобру 2015. године Марвел је поново померио датум премијере, заказавши га 8. марта 2019. године.
Фајги је у априлу 2016. изјавио да ће директор бити најављен "у наредних месец или два", а да ће прва глумачка екипа бити објављена половином 2016. године. Споменуо је и да ће радња филма бити о томе како је Керол Денверс постала Капетан Марвел. Следећег месеца име режисерке Емилије Кармичел појавило се као могући кандидат за режију филма, а у јуну, Бри Ларсон је изабрана за лик Капетана Марвела. Избор Ларсонове је потврђен на Сан Дијего Комик Кон-у 2016. године, а за своју улогу требало би да заради 5 милиона долара. Ларсон је у почетку оклевала да прихвати улогу, али "није могла да порекне чињеницу да је овај филм све што је желела, све прогресивно и важно и значајно, и симбол уз који би желела да је одрасла". Могла је да донесе „неке од тих [дубоко емотивних] ствари које је користила у више„ драматичних улога “ у делу за који је сматрала да би помогло да се Капетан Марвел издвоји од других филмова о суперхеројима. Такође на Комик Кон-у, Фајги је изјавио да је потрага за директором сужена на "кратку листу од 10 имена", и да се нада да ће моћи да објави избор "до краја лета".
Перлмен је у августу открио да је прича о пореклу лика промењена за филм због сличности са ликом Ди-Си комикса Зеленим фењером, са Фајгијевим осећајем да је нова верзија „веома кул и јединственим начином исказана“, усредсређена на то да Денверс пронађе своје лимите и рањивости, и додао је да је Денверс „далеко најмоћнији Марвелов лик“ и да ће бити „веома важан лик у нашем универзуму“. Продуцент Нејт Мур касније је рекао да ће филм избећи традиционалну структуру многих прича о пореклу у Марвеловом универзуму, "а то је упознавање лика који има проблем, затим добија моћи на крају првог чина а у другом чину они уче о моћима, у трећем чину се вероватно бори против негативца који има такође неке моћи ", уместо тога, Денверс се појављује на почетку филма са стекнутим моћима.
У октобру 2016. Фајги је признао да је најава за режисера трајала дуже него што се раније очекивало, и објаснио да студио сада чека "још мало приче [да се постави]", како би могли разговарати са потенцијалним директорима о томе. Још једном говорећи о ангажовању режисера за филм, Фајги је рекао да не мисли да ће то бити услов "направити сјајну верзију" Капетана Марвела ", али то је нешто што мислимо да је важно", чак и ако тај женски филмски стваралац не зна много о стриповима, јер се "само морају заљубити у њега након што су му представљени планови. Невероватно је видети како су сви филмаши прочитали [изворни материјал] и знали, "Ох, женска особа то сада пише" ", посебно говорећи о писању Кели Суе Деконик у стриповима. Фајги је очекивао да режисер буде објављен крајем 2016. године, међутим, Перлмен и Лефов су се постављени за сценаристе децембра, гурајући додатне састанке са кандидатима за режисера почетком 2017. године.
У фебруару 2017. Перлмен је изјавио да је упркос томе што је заједно са Лелефовом унајмљен скоро годину дана раније, тек недавно добио њихове "хитне наредбе" за сценарио, наводећи један од разлога кашњења да схвати где ће се филм уклопити у Марвеловом универзуму. Перлмен је такође разговарао о женствености лика, осећајући да је важно осигурати да она није "неко ко је херој упркос својој женствености ... јер то што је жена је део [њене] снаге." Писци су такође били пажљиви према тропима који би могли умањити женски лик, али не и мушке ликове, "ствари о којима не би двапут размишљали о Ајронмену, али би у случају Капетана Марвела."

### Предпродукција
Ово није суперхерој који је савршен или ванземаљски ... оно што је чини посебном је управо њена људскост. Смешна је, али не прича увек добре шале. Може бити снажна и безобзирна и не доноси увек савршене одлуке за себе. Али у својој сржи, она има толико срца и толико човечности.

— Режисерка Ана Боден о насловном лику филма.
Марвел је у априлу 2017. ангажовао Ану Боден и Рајана Флека за режију Капетана Марвела, након што су импресионирали студио „изнова и изнова“ током бројних сусрета својом визијом о лику и искуством рада и на телевизији и на филму. Фајги је рекао да су он и Марвел били посебно импресионирани Анином и Рајановом способношћу да стварају приче о ликовима у свим својим делима, додајући: "Приче које су испричале су толико разнолике, али без обзира на тему, можете да зароните у њу и придружите се путовању тог лика. " Коначно, Фајги је сматрао да филм "треба бити у вези са тродимензионалним, вишеслојним ликом Керол Денверс. Морате бити у могућности да је пратите и да се повежете са њом у свим тачкама филма, без обзира на то колико визуелних ефеката, свемирских бродова и негативаца испуњавају оквир. "  Снимање је требало да почне у јануару 2018. године у Пајневуд Атланта студиј у округу Фејет у Џорџији, али Фајги је рекао да не очекује да ће почети пре фебруара.
Јула 2017. године одлучено је да Самјуел Л. Џексон глуми у филму, репрезентирајући улогу Ника Фјурија. Ларсон, који је радио са Џексоном на филму Конг: Острво лобања (2017), тражио је Фјуријево присуство у филму. На Комик Кон-у у Сан Дијегу 2017. Фајги је открио да ће радња филма бити смештена у 1990-им и да ће Скралси бити негативци у филму, што омогућава употребу елемената из приче стрипа "Кри-Скрал рат" (1971). Смештајући радњу филма у 1990-им, Фајги је приметио да ће Денверс бити "јединствени херој", а истовремено јој је дао дефинитивно постављање у времеплов Марвеловог универзума. Извршни продуцент Џонатан Шварц рекао је да је постављање радње филма у деведесетим годинама настало "врло рано у процесу развоја ... као начин да се нека врста лика исклеса у сопственом простору у Кинематолошком универзуму и пружи јој велику тематску тежину и значај за Универзум. " Филм би такође могао да повеже детаље из прошлих филмова из Марвеловог универзума у којима се радња одвија у каснијим годинама. Што се тиче елемената „Кри-Скрал рата“ коришћених за филм, Шварц је рекао да ће се појавити неки елементи параноје, али неће бити повезани са Антихеројским законом као у стриповима. Додао је да је сукоб Кри-Скрал "много више врста кулиса и митолошке основе филма него што је директно бављење сукобом као што је било на филму [Капетан Америка: Грађански рат]." Као одговор на ову најаву, Грејми МекМилано из Холивуд репортера упоредила је филм са Капетан Америка: Први осветник (2011) и Ди-Сијевим филмом  Чудесна жена (2017), јер су такође постављени деценијама пре данашњег дана. Постављајући филм деведесетих, МекМилано је поставила питање „шта се догодило Капетану Марвелу па се није појављивала у Марвеловим филмовима које смо гледали до сада?“, и напоменула је да Денверсова прича личи на „причу Капетана Америке“, где „херој из прошлости ... нестаје из света пре поновног појављивања“.
Такође у јулу, Калифорнијска филмска комисија је продукцији доделила порески кредит од 20,7 милиона долара, чиме је буџет ишао ка првих 100 милиона долара утрошених на квалификоване државне издатке, а Калифорнија је изабрана као главна локација за снимање филма "Капетан Марвел". Д'Еспосито је ово назвао "врло узбудљивим" с обзиром на то да су седиште Марвеловог студија и постпродукцијска постројења такође у Калифорнији, што им омогућава да поједноставе процес снимања овог филма као и других. Додела пореског кредита зависила је од почетка снимања филма у року од 180 дана. Марвел је планирао да потроши 118,6 милиона долара на снимање у држави, односно нето 97,8 милиона долара након одбијања пореског кредита. Швартц је рекао да је један од разлога зашто је Лос Анђелес изабран за снимање филма зато што се "у ЛА-у више не снимају велики филмови, па изгледа као свежа територија за филм попут овог. Мислим да нам се заиста свиђа идеја да снимимо ЛА за ЛА, посебно ЛА из 90-их за ЛА, који је толико специфичан и кул. "
Џенева Робертсон Дворт ангажована је средином августа да преузме сценаријске дужности за Капетана Марвела након што је Лефова препустио пројекат кодирективу Гигантик за Дизни Анимејшн. Перлмен је такође напустио пројекат, али је изјавио да ће прича коју су он и Лефова радили у првим нацртима бити задржана у финалном сценарију. Робертсон Дворт описала је филм као акцијску комедију, а свој сценарио је упоредила са почетним који је написала за филм Tomb Raider (2018) пре него што је тај филм попримио драматичнији тон. Додала је да је целом креативном тиму важно да задржи комичне елементе филма и "веома смешан глас" лика, јер је Денверс "један од најсмешнијих ликова из стрипа. Она је тако дрска и паметна. " Робертсон Дворт је такође похвалила Бодена за помагање у обликовању гласа Денверсове у филму и жељу да "урежемо свој сопствени пут и осигурамо да не поновимо сличног хероја [након реализације Чудесне жене], и покажемо све аспекте женске способности. "  Фајги је додао да ће Капетан Марвел одати „почаст нашим омиљеним акционим филмовима из 90-их“, попут акције из  Терминатора 2 (1991), „кул борбе на уличним нивоима, уличне јурњаве са аутомобилима и сличне забавне ствари“, акциони жанр из 1990-их био је један од аспеката који је Марвелов студио тек требало да истражи. Такође је изјавио да ће се већи део филма одвијати у свемиру. Терминатор 2, Робокап (1987), Француска веза (1971), и Прислушкивање (1974) послужили су као утицаји на Капетана Марвела за Бодена и Флека. Говорећи посебно о Робокапу, редитељи су из тог филма привучени „том идејом лика који проналази себе и проналази своју прошлост“ и како се то може повезати са причом коју су причали у Капетану Марвелу. Деконик и квантни физичар Спиридон Мичалакис, са Института за квантне информације и материју при Калифорнијском технолошком институту, саветовали су се о филму.
Снимање филма требало је започети у марту 2018. године а Фајги је изјавио да ће филм бити "велики део" у постављању радње филма Осветници: Крај игре који је требало да буде објављена након Капетана Марвела. Бен Менделсон започео је преговоре да се придружи филму као главни негативац, претходно је радио са Боденом и Флеком на њиховом филму Шетња по Мисисипију (2015). Имали су га на уму за негативца у филму Капетан Марвел када су први пут почели да раде на причи овог филма, а након што су се с њим консултовали о улози, Менделсон је "брзо пристао да учествује". До новембра, Џуд Ло је водио преговоре да се придружи филму, за улогу, како се у то време извештавало, Волтера Лосона / Мар-Вел. У јануару 2018. године ДеВанда Вајс је изабрана да глуми Марију Рембо, и Менделсон и Ло су потврдили улоге.

### Снимање
Прве фотографије са локације снимања процуреле су крајем јануара 2018. године. Постављене фотографије снимљене у то време приказале су Ларсонову у зеленој и црној униформи уместо у црвено-плавом оделу. Фајги је одговорио рекавши да је Марвел прихватио ризик од могућности да ће процурити фотографије са локације снимања, а сматрао је да је "већина људи довољно паметна да знају да гледају фотографију потпуно ван контекста. " Он је додао да ће велики број сцена у филму бити снимљен на тој локацији.
Месец дана касније, Џема Чен придружила се глумачкој екипи у улози Мин-Ерве. Средином марта Вајс се повукла из филма због поклапања обавеза са њеном телевизијском серијом "She's Gotta Have It". Лашана Линч је започела преговоре о замени Вајсову наредног дана,, а за улогу је потврђена крајем месеца. У том периоду су: Џимон Хансу, Ли Пејс и Кларк Грег потврдили да глуме Кората, Ронана и Фила Колсона, њихове улоге из претходних Марвелових филмова, а како су ти ликови убијени у својим претходним наступима, Ричард Њубај из Холливуд Репортера описао је филм као јединствену прилику да "појача присуство [ликова] који можда нису показали свој потенцијал" и омогућили својим глумцима "шансу да допринесу више својим улогама. " Алгенис Перез Сото, Руне Темте и Мекена Грејс такође су најављени за глуму у филму, Марвел је додао да су Боден и Флек, као и тим писаца Лиз Флахив и Карли Менсч, на сценарију радили поред Лефове, Перлмена и Робертсон Дворета. Бек Смит, који је претходно радио у сценаријском програму Марвела, извео је некредитоване продукцијске преправке.
Главна фотографија објављена је 19. марта у Лос Анђелесу, у Сонијевом студио под радним називом "Отворени свет". Шварц је изјавио да је Отворени свет изабран као радни наслов јер се, у тренутку када је требало одабрати наслов, филм сматрао "као отворена светска видео-игра на много начина. Као, био је то филм који би могао бити пуно различитих ствари." Карневалска сцена смештена у 1986. години у којој се појављују Денверс и Фјури, снимљена је касније те недеље у тркачком клубу Џим Хал у Окснарду. Снимање филма „Капетан Марвел“ у Лос Анђелесу, заједно са другим филмовима великог буџета који су искористили побољшан порески кредитни програм Калифорније, помогло је да се у првом кварталу 2018. године подигне производња играних филмова у Калифорнији за 11,7%, у поређењу са истим периодом 2017. године, што је скоро двоструко више од четвртог квартала 2015. године. Снимање на језеру Шавер код Фрезна требало је да се одржи у априлу али је одложено за средину маја. Крајем априла Фајги је изјавио да је снимање филма дошло скоро до половине. Следећег месеца, Анет Бенинг придружила се глумачкој екипи за још неозваничену улогу. Додатне локације за снимања у околини Лос Анђелеса обухватале су Сими Вали, ваздухопловну базу Едвардс и Лусерн Вали. Крајем јуна, продукција се преселила у Батон Ружу и Њу Орлеансу на две недеље. Поред раније најављених писаца, Бек Смит радио је на продукцијским преписивањима за сценарио током снимања филма, након што је годину дана провео у Марвеловом списатељском програму. Пошто је Ларсон алергична на мачке, њене сцене са Гусом снимале су се помоћу ЦГИ мачке или реалистичне лутке. Filming concluded on July 6.
Кинематограф Бен Дејвис снимао је првенствено на камерама Ари Алекса 65 великог формата. Први помоћник камере Бил Кое рекао је, "[Дејвису] се свидела Алекса 65 због начина на који су изгледали снимљени костими... Са свим различитим костимима у понуди, то је било прилично важно.. Дејвис, који је четврти пут радио као директор фотографије у Марвеловом универзуму након Чувара галаксије, Осветници: Ера Алтрона и Доктора Стрејнџа (2016) рекао је: "У Капетану Марвелу имали смо корист од приче која је постављена у деведесетим годинама. Постојао је постојећи визуелни језик и полазиште за одлуке о боји, кретању камере и тако даље. У Чуварима смо градили свет испочетка." Да би постигао естетику из 1990-их, Дејвис је први покушао да користи постпродукцијске технике да дочара изглед тог периода, али је открио да је то само омекшало слику. Потом је покушао да користи винтаж Кук Панкро и Кенон K-35 сочива, али они нису били компатибилни са великим форматом система Ари Алекса камере. Да би решио проблем, Дејвис је замолио Дана Сасакија из Панавижн-а да "прилагоди" сочива за призоре из тог периода и изјавио је: "Данова сочива направљене по мери биле су тако добра да нисам могао да се суздржим, током снимања ванземаљских сцена такође. " "Избор сочива је био кључан јер га камера прати или води у та нова окружења. Када [Денверс] стигне на Земљу, не можете бити тамо и гледати је како стиже, морате ићи заједно са њом да би осетили емоционални лук којим путује ", наставио је Дејвис.

### Пост продукција
Потврђено је да су додатне фотографије започете снимањем фотографија крајем новембра 2018. године. Изласком позоришног плаката почетком децембра, Марвел је објавио заслуге за писање филма, захваљујући Перлмену и екипи за писање Џоу Шрапнелу и Ани Ватерхаус за причу филма, са Боденом, Флеком, Робертсон Двортом и Џеком Шефером за сценарио. Шефера је раније ангажовао Марвел, почетком 2018. године, како би написао сценарио за њихов планирани филм  Црна удовица. Улоге Бенингове и Лоа званично су потврђене у фебруару 2019. године, прва као Врховна интелигенција а други као Јон-Рог. У завршној сцени која приказује Капетана Марвела у сусрету са Осветницима режирали су Ентони и Џо Русо. Боден је рекао: "То је заиста директан увод у њихов филм. Они су смислили концепт за то". Марвел је модификовао њихов продукцијски лого како би одао почаст Стену Лију, који је умро 12. новембра 2018, заменом Марвелових карактера са Лијовим MКУ камеом, праћеним на црном екрану на коме је писало "Хвала ти Стен". Фајги је изјавио да је то учињено зато што је "то први филм који је објављен након што нас је напустио и требало је да одамо почаст... не на жалосни начин, већ на слављенички начин, одмах на почетку филма.."
Филм су уредили Елиот Грахам и Деби Бермен. То је био Дебин трећи Марвелов филм, после филмова Спајдермен: Повратак кући (2017) и Црни Пантер, које је уређивала заједно са Даном Лебенталом и Мајклом П. Шавером. Током уређивања је коришћен Avid Media Composer софтвер у Avid DNxHD кодеку на Епл рачунарима. Берман је прво започела посао радећи на сценама "Спајдермена" када су Боден и Флек ангажовани, а запослена је за "Капетана Марвела" током прве недеље њеног рада на "Црном пантеру". Поред Грахама и Бермана, тим за уређивање сачињавали су први асистенти Џесика Баклес и Кимберли Бориц, други асистенти Басуки Јувоно и Христос Вуцинас, помоћник уредника Џо Галдо, четири уредника визуелних ефеката и додатни уредник завршних радова и музике. Берман је о великом тиму говорила са задовољством рекавши: „Ако те друге ствари скину са твог тањира, твој фокус ће бити тамо где треба да буде, што се одражава на причу“.
Визуелне ефекте за филм одрадили су: " Animal Logic, Cantina Creative, Digital Domain, Framestore, Industrial Light & Magic (ILM), Lola VFX, Luma Pictures, RISE, Rising Sun Pictures, Scanline VFX" и " Trixter", а "Lola VFX" је одрадила ефекте подмлађивања Џаксона и Грега. Lola VFX погледала је неколико Џаксонових филмова као референцу за његово подмлађивање, укључујући: Петпарачке приче (1994), Умри мушки са осветом (1995),  Парк из доба јуре (1993), Напуњено оружје 1 (1993) и 187 (1997). Међутим, неки од ових филмова су дисквалификовани због околности око лика који је играо Џексон: Петпарачке приче због перике и браде, а 'Парк из доба јуре' јер је у њему лик направљен да изгледа старије." Оно на чему смо остали, било је помало од Умри мушки, мало од Напуњеног оружја 1, али наш избор био је филм под називом 187, објаснио је супервизор Lola VFX-а Трент Клаус. Џаксон је подмлађен отприлике 25 година од навршених 70 година у време снимања филма на 45 година за потребе филма чија је радња смештена у 1995. години. Да би то учинили, и Џексон и Грег имали су тачке за праћење на лицу током снимања филмова за које је Lola VFX тим могао да учврсти „ручно израђене“ црте лица, које су углавном састављене у "Autodesk Flame"-у. Lola VFX тим укључивао је 40 примарних композитора са још 15-20 млађих композитора и створио отприлике 500 различитих VFX снимака, од којих су 385 ушли у коначном пресеку филма.
"ILM" је радио на Денверсовој бинарној сили, која је опонашала моћи лика у стриповима и видео играма, као и гравитационим и магнетним пољима. "ILM" је такође радио на снимцима који укључују свемирске бродове и виртуелно окружење Врховне интелигенције. "Animal Logic", која је радила заједно са "ILM"-ом, засновала је виртуелно окружење Врховне интелигенције на основу унутрашњости Лувра у Абу Дабију. "Trixster" и "ILM" употпунили су визуелне ефекте за мачка Гуса, "Trixster" је управљао специфичним покретима које праве мачкама нису могле извести, док се "ILM" бавио вансемаљским способностима Гуса. "Luma Pictures" је првенствено била одговорна за сцене јурњаве. "Digital Domain" је радио на Скралсовим трансформационим секвенцама у којима су се ванземаљски ликови претварали у људе. Рајс је створио спољашње окружење Халија, док је "Framstore" руководио борбеним редоследом на Торфи. "Rising Sun" је обрађивао све холограме Крија, унутрашњост вешања Пројекта Пегасус и спољашњост Каџета. "Scanline" је радио на ефектима за ваздушне јурњаве и призоре слетања. "The Third Floor" бавио се превисуализационим и поствизуализационим радом.

## Музика
Пинар Топрак пријавила се за композицију филма у јуну 2018. године, чиме је постала прва жена која је снимила за Марвелов филм. Топрак је рекла да је главни део био развој партитура тема насловног лика, док је касније развијала теме за Крије и Скралсе, које је покушала да повеже како би "пронашла универзум" за сцене филма у свемиру и на Земљи, док је описујући призоре на Земљи као "забавне". Топрак је покушала да развије тему филма као тему „препознатљиву из прве две ноте“. Тему филма је почела да развија „зујећим идејама“, на крају долази са „нижим интервалом“ током шетње, коју је користила као тему филма.. Топрак је изјавила да је Денверсова тема „снажна и моћна“, али и емоционална, како би се фокусирала на рањивост лика. Поред Топракових партитура, звучни део филма садржи и песме из деведесетих.
У априлу 2019. године Марк Салсидо са веб странице "Screen Geek"-а тврдио је да су Марвел и режисери филма били незадовољни Топраковим радом на филму чак и након што је она одрадила "обилне" белешке, и ангажовали Мајкла Ђаћина. Ђаћино је одговорио на овај извештај потврдивши да је запетљан у филм, откривајући да је од њега тражено да даје повратне информације о Топраковом раду док је радио са Марвелом на партитури за филм Спајдермен: Далеко од куће (2019). Сматрао је да је Топрак написала "лепу тему и инспиративну партитуру" за филм, а помогао јој је при раду на "неколико тактова", и за њу је изјавио да је подржавају као колегу члана Марвелове "породице". Ђаћино је јасно ставио до знања да "није написао партитуру" Капетану Марвелу "... и да је Топрак сјајан композитор и сигурно јој не треба његова помоћ."

## Маркетинг
Године 2017. концептна уметност из филма приказана је на Комик Кону у Сан Дијегу, а први поглед на Ларсонову као Денверсову откривен је на "CineEurope". Ларсон је први пут за филм представљена у септембра у Националном музеју авијације и астронаутике. Петрана Радуловић из компаније Полигон сматрала је да је трејлер показао "велику акцију и интергалактичку збрку која досеже висине рата "Рата бескраја", док је Бен Кучера, такође из компаније Полигон, одобрио приказивање трејлера са Блокбастер Видеом, јер је његов лого препознатљив пред публиком. Кучера је такође упоредио пилотске сцене „обасјане сунцем“ са "Топ Ганом". Деван Куган из „Entertainment Weekly„ описао је трејлер као "снажан увод у Марвеловог првог соло женског хероја". Грејми МекМилано из Холивуд Репортера приметила је да су промене приче о пореклу лика у односу на стрип "ризичан посао" због дугогодишњих фановима ликова. Ричард Њувбај, такође из Холивуд Репортера, напоменуо је да представљање лика публици није представљено као шала у трејлеру као код Марвелових Чувара галаксије и  Антмена (2015), и похвалио је његов више утемељени изглед од претходних Марвелових филмова кинематографа Бена Дејвиса. Трејлер је добио неке критике, укључујући то што је представљени заплет био нејасан, збрку због чега Керол удара старију жену, и приговоре да се Керол не смешка много. Трејлер је прегледан 109 милиона пута у прва 24 сата, постајући 11. најпопуларнији трејлер у том временском периоду.
Други трејлер представљен је 3. децембра 2018. године, током полувремена утакмице америчког фудбала између Вашингтон редскинса и Филаделфија иглса. МекМилано је сматрала да нови трејлер превише отворено одговара критикама на мрежи, укључујући појашњење да је "старија дама коју је Керол ударила била Скрал", више снимака њеног осмеха и "додатни нагласак на објашњавању завере и успостављању Керол Денверс као лика." МекМилано је упоредила садржај и структуру два трејлера Капетана Марвела са трејлерима за Тора (2011) и Капетана Америку: Првог осветника. Њубај је осетио да други трејлер "нуди појачану акцију и дубљи поглед на митологију која окружује" Капетана Марвела, али га је критиковао због тога што није помогао у представљању пратећих ликова филма. Упоредио је трејлер са суперхеројском верзијом филма Човек са звезда(1984) Џона Карпентера, објашњавајући: "Експлозије, свемирске битке и супермоћи приказане су са бројним ликовима, али тренуци хуманости и самоиспитивања ће омогућити Капетану Марвелу да остави свој траг и подстакне публику да пажњу усмери на мистерије око ње. " Ларсон је 8. децембра учествовала на панелу на Комик Кон Експиријансу у Бразилу, где је поделила снимке и продужени трејлер из филма и представила ексклузивни постер за догађај. До 3. јануара 2019. године Бокс Офис је открио да је њихов метрички сервис "Trailer Impact" показао да је отприлике 66–70% испитаних, који су гледали трејлер Капетана Марвела у последње две недеље, изразило интересовање за гледање филма. Током двонедељног мерења, трејлер о Капетану Марвелу нашао се на другом месту иза филма Осветници: Крај игре, а забележен је један од највећих процената испитаника који су изразили интересовање за гледање филма. "Trailer Impact" обично обухвата трејлере филмова 10 недеља од изласка, али Бокс Офис је одлучио да дода Капетана Марвела у анкету 12 недеља пре изласка.
У јануару 2019. године, платформа "GoFundMe" најавила је да ће покренути #КапетанМарвелЧеленџ, кампању за куповину карата и освежења за девојчице центра "Greater Los Angeles chapter of Girls". Кампања, инспирисана успехом #ЦрниПантерЧеленџ који је прикупио више од 50 000 долара за децу да гледају Црни пантер, уследио је након што је Бри Ларсон на Твитеру предложила да би требало да се спроведе слична кампања и за Капетана Марвела. За новинарску турнеју филма Ларсон је приметила да ће је "користити за репрезентацију на све стране: моји интервјуи, насловнице часописа, одећа коју носим" као део њене подршке инклузивности и противљењу сексуалном узнемиравању у Холивуду. У фебруару је реклама за филм емитована током телевизијског емитовања Супербоула LIII. Брус Фретс из Њујорк тајмса описао је рекламу као једну од најбољих реклама које су се емитовале током телевизијског преноса, наводећи: "Реклама уводи нову фразу -" вишу, допуњену, бржу ". " Си-Би-Ес је наплаћивао 5,25 милиона долара за сваку рекламу у трајању од 30 секунди која је емитована током игре. Такође у фебруару, Аљаска ерлајнс је представила млазни авион Боинг 737-800, на којем су са стране излепљени логотип филма и слике мачка Гуса на крилима. Авион је дебитовао на Међународном аеродрому Сијетл - Такома пре првог лета за округ Оринџ. Крајем месеца на Марвеловом Јутјуб каналу емитован је једночасовни видео о мачку Гусу.

## Премијера

### Биоскопи
Капетан Марвел премијерно је представљен у Лондону 27. фебруара 2019. године, а у Холивуду 4. марта. Холивудска премијера је испраћена прелетом ваздухопловних снага Сједињених Држава у част пилота Мајора Стефена Дел Багна, који је помагао Ларсоновој за сцене летења у филму пре него што је настрадао у несрећи на тренингу у априлу 2018. године. Филм је реализован у "IMAX" и 3Д форматима, у Сједињеним Државама 8. марта, поклапајући се са Међународним даном жена. Првобитно је премијера била заказана за 6. јула 2018. године, али у фебруару 2015. године је одложена за 2. новембар 2018. године, како би се направило место за филм Спајдермен: Повратак кући (2017), а октобра 2015. поново је одложена за март 2019. године због филма Антмен и Оса (2018). Емитовање филма у Пакистану одложено је за четири недеље. У то време, Дизнијева дивизија Јужне Азије, са седиштем у Индији, није дала Пакистану право да га дистрибуира. Коментатори путем интернета нагађали су да је то због актуелних индо-пакистанских тензија, али шеф Дизнијеве дивизије Јужне Азије Надим Мандвивала ову тврдњу назвао је "неутемељеном".

### Кућни медији
"Капетан Марвел" биће први филм Волт Дизни Студија који се неће приказати на Нетфликсу, након што је Дизни одлучио да не продужи сарадњу са Нетфликсом када истекне, а предвиђено је да буде прво биоскопско Дизнијево издање које ће се емитовати ексклузивно на Дизни+. Доступан је од 28. маја 2019. на Ултра ХД блу-реј диску, Блу-реј диску и ДВД од 11. јуна. Дигитална и блу-реј издања садрже и сцене са снимања и избрисане сцене. Капетан Марвел зарадио је преко 53,6 милиона долара од продаје видео записа у Сједињеним Државама.

## Рецепција

### Зарада
Капетан Марвел зарадио је 426,8 милиона долара у Сједињеним Државама и Канади, а 701,4 милиона долара на другим територијама, за свеукупну зараду од 1,122 милијарди долара. Остварена зарада у свету од 456,7 милиона долара је шеста по величини свих времена. Deadline Hollywood проценио је да трошкови снимања и рекламирања филма износе 300 милиона долара и предвиђао је да ће надмашити тачку исплативости достигнувши 750 милиона долара током прве недеље. Тренутно је то трећи филм са највећом зарадом у 2019. години. Дана 2. априла 2019. године филм је премашио зараду од милијарду долара широм света, постајући први филм о женском суперхероју који је то учинио, као и 7. Марвелов наслов, 19. Дизнијев филм и 38. филм укупно.
Крајем децембра 2018. године ИМДб је филм прогласио најочекиванијим филмом за 2019. годину, најочекиванијим новим филмом о стриповима и другим најишчекиванијим блокбастером 2019. године, према подацима продаје карата фирме "Fandango", и други најочекиванији суперхеројски филм по "Atom Tickets"-у. Прва 24 сата авансне продаје улазница, која је започела 7. јануара 2019. године, заузео је треће место на "Fandango"-у за Марвелове филмове, иза „Осветници: Бесконачни рат“ и „Црни Пантер“, и друго место на "Atom Tickets"-у, иза  Бесконачног рата . Према "Fandango"-у, Капетан Марвел је имао трећу највећу продају карата од свих Марвелових филмова, иза Осветници: Рат бесконачности и Црног Пантера, и надмашио је Чудесну жену и  Аквамена у истом периоду. Филм је првог дана зарадио 61,4 милиона долара, укључујући 20,7 милиона долара од претпремијере у четвртак увече, што је пета највећа зарада за Марвелов филм и друга по величини остварена у месецу марту иза филма Бетмен против Супермена: Зора праведника (2016). Дебитовао је са 153,4 милиона долара, што је трећа најбоља зарада у марту и седма Марвелова, Comscore је известио да је 65% чланова публике који су се отворили викенд били мушкарци, док је Дизни објавио да је мушко /женска публика подељена у распону од 55–45%. Филм је у другом викенду зарадио 69,3 милиона долара, остао је први и обележио други најуспешнији викенд у месецу марту иза Лепотице и звера. Comscore је такође напоменуо да су жене биле 47% купаца карата за викенд, што је повећање у односу на прву недељу. Филм је у трећем викенду зарадио 35,2 милиона долара, и заузео је друго место иза новог филма Ми. У осмом викенду емитовања филма, зарадио је 8,3 милиона долара, заузевши друго место иза такође Марвеловог издања Осветници: Крај игре, након што се претходне недеље налазио на листи на трећем, петом, шестом и четвртом месту.
Током првог дана међународног издања, филм је зарадио 5,9 милиона долара у Јужној Кореји и 1,7 милиона долара у Француској, као и 2,51 милиона долара претпремијере у четвртак у Кини, четврте по реду за Марвелов филм у тој земљи. Кроз прва два дана објављивања на страним територијама филм је зарадио 44 милиона долара, укључујући 9,1 милион долара у Јужној Кореји, три милиона у Бразилу, 2,9 милиона у Француској и 2,5 милиона у Аустралији. Такође је зарадио 34 милиона долара првог дана у Кини, трећег најуспешнијег дана емитовања филма о суперхероју икада у земљи. Филм је имао инострани викенд отварања у износу од 302,4 милиона долара, пети најбољи у свим временима. Његова највећа тржишта била су Кина (89,3 милиона долара), Јужна Кореја (24,1 милион долара), Велика Британија (16,8 милиона долара), Бразил (13,4 милиона долара, друго најбоље место отварања било ког филма у историји земље) и Мексико (12,8 милиона долара, 5. децембра) најбоље икада). Кроз првих 12 дана приказивања, највећа зарада је остварена у Кини (135,7 милиона долара), Јужној Кореји (37,5 милиона долара), Великој Британији (32,9 милиона долара), Бразилу (26,1 милиона долара) и Мексику (25,7 милиона долара). До 2. априла највећа инострана тржишта филма била су Кина (152,3 милиона долара), Јужна Кореја (43,7 милиона долара), Велика Британија (43,3 милиона долара), Бразил (34,5 милиона долара) и Мексико (31,8 милиона долара).

### Критике
Вебсајт за агрегиране рецензије Ротен томејтоуз објавио је позитивну оцену од 78% са просечном оценом 6,8 / 10, на основу 473 прегледа. Критични консензус веб странице гласи: „Препуњен акцијом, хумором и визуелним узбуђењем, Капетан Марвел представља најновијег јунака Марвеловог универзума са причом о пореклу која ефикасно користи формулу потписа франшизе“. Метакритик, који користи пондерисани просек, доделио је филму оцену 64 од 100 на основу 55 критичара, указујући на "опште повољне критике". Према писању Њујорк тајмса, свеукупни пријем филма био је "прилично позитиван", али није био тако добро прихваћен као и други филмови из Марвеловог универзума. Хиндустан тајмс је објавио похвале добијене због улоге Бри Ларсон, али и критику филму због "испреплетане завере и недостатка оригиналности".
Кенет Туран, пишући за Лос Анђелес тајмс, похвалила је Ларсонову улогу и режију Бодена и Флека, рекавши: "Марвел је препознао, као што овај филм доказује, да чак и велике звери могу имати користи од директног људског додира, а не програмског, који разуме карактер и нијансе и може створити сцене емоционалном позадином коју можда не очекујемо. " Ентони Скот из Њујорк тајмса изјавио је о филму "није предугачак, ни превише важан а има користи од талента глумачке екипе која укључује Анету Бенинг, Џуда Лоа и Бена Менделсона." Пишући за Variety, Овен Глајбермен је такође похвалио режију филма рекавши: „Боден и Флек су амерички неореалисти са малим кључем, а у Каптану Марвелу једва задржавају траг свог стилског потписа. Ипак су створили нешто узбудљиво, прихватајући стил Марвелове куће и, унутар тога, креирајући причу са довољно трикова и расположења, као и слојеве уплетених руку да нас поштено заокупе." Ричард Ројпер из [[Чикаго сан тајмса дао је филму 3,5 од 4 звезде и рекао да је "права посластица" пратити приче о пореклу и Керол Денверс и Ника Фјурија. Питер Траверс из Ролинг стоуна доделио му је четири звезде и похвалио Ларсонову глуму због уношења "слојевитих осећаја према улози коју би мања глумица можда пустила да "склизи" под ефекте пиротехничких средстава. Видите како она поставља темеље лику који пркоси објективизацији мушкараца и постаје слична ономе што је Џони Мичел назвала „женом срца и ума." Ентони Лејн из Њујоркера изјавио је: "Суперхеројски биоскоп нам је, ад инфинитум, предавао о одговорностима које се дају изванредним поклонима. Похвала Ларсоновој, јер нас је подсетили да нас филмови могу забавити."
Тод Макарти из Холивуд репортера филм је описао као "свакодневним, обележеним безначајним заплетом, резидуалним зликовцима, благим визуелним стилом и недостатком елана у сваком одељку." Дејвид Ерлик из IndieWire дао је филму оцену 'C–' и описао га да није "ни експлозија из прошлости, нити надахњујући поглед ка будућности ... то је само још један Марвелов филм. И није нарочито добар". Ерлик је ипак похвалио Ларсонову улогу. Џо Моргенстерн из The Wall Street Journal изјавио је да је Денверс "кандидат за истинско јунаштво", али је открио "темељни несклад између дубине њене ситуације и плитке неорганизованости сценарија". Игњати Вишневетцки из A.В. клуба био је разочаран филмом, откривши да је то "све што бисте могли очекивати од научно-фантастичног филма о суперхероју, иако га нисте гледали дуго". Такође у „Њујоркеру“, Ричард Бради упоредио је филм са политичком рекламом која „је паковање вредних порука али једва да се сматра естетским искуством. Порука филма преноси се мање кроз причу, него кроз кастинг."

### Реакција публике
Публика коју је анкетирао "CinemaScore" дала је филму просечну оцену „А“ на скали од A+ дo F, док је "PostTrak" известио да су му филмски гледаоци доделили 84% позитивних оцена и 73% „дефинитивних препорука“.
Уочи издања филма, оцена Капетана Марвела у "Want to See" - анкети о ишчекивању публике на Ротен томејтоузу—пала је на 28%. Извештаји су тај пад описали као покушај неких да пренатрпају странице филма негативним коментарима који нападају филм и Ларсонову због њиховог перципираног феминизама. Ротен томејтоуз је убрзо након тога променио функцију анкете "Want to See", показујући само број људи који указују на интересовање за филм уместо проценте. У најави се наводи да је то део већег редизајна веб локације, и да ће првобитна функција "Want to See" бити враћена након што је филм објављен. До 8:00 А.М. на дан пуштања у Сједињеним Државама, филм је имао оцену публике од Ротен томејтоуза од 33%, са више од 58.000 рецензија, што је било више коментара публике за филм од филма Осветници: Рат бескраја током читавог периода приказивања. Аналитичари приписују ниску оцену и скроман број рецензија троловању. Ротен томејтоуз је касније тврдио да је "баг" одговоран за велики број прегледа, а до 1:00 П.М. број пребројаних оцена смањен је на 7.000 са позитивном оценом публике од 35%. Од 24. маја 2019. године, позитивна оцена публике била је 55% на основу нешто више од 86.300 оцена.

### Признања
| Награда                                        | Датум доделе        | Категорија                                                  | Добитник                                             | Резултат   | Реф. |
| ---------------------------------------------- | ------------------- | ----------------------------------------------------------- | ---------------------------------------------------- | ---------- | ---- |
| МТВ филмска награда                            | 17. јун 2019.       | Најбољи херој                                               | Бри Ларсон                                           | Номинација |      |
| МТВ филмска награда                            | 17. јун 2019.       | Најбоља туча                                                | Бри Ларсон и Џема Чен                                | Освојено   |      |
| "Teen Choice Award"                            | 11. август 2019.    | "Choice" акциони филм                                       | Капетан Марвел                                       | Номинација |      |
| "Teen Choice Award"                            | 11. август 2019.    | "Choice" глумица акционог филма                             | Бри Ларсон                                           | Номинација |      |
| "Teen Choice Award"                            | 11. август 2019.    | "Choice" глумац акционог филма                              | Самјуел Л. Џексон                                    | Номинација |      |
| "Teen Choice Award"                            | 11. август 2019.    | "Choice" филмски негативац                                  | Џуд Ло                                               | Номинација |      |
| Награда Сатурн                                 | 13. септембар 2019. | Најбољи филм снимљен по стрипу                              | Капетан Марвел                                       | Номинација |      |
| Награда Сатурн                                 | 13. септембар 2019. | Најбоља глумица                                             | Бри Ларсон                                           | Номинација |      |
| Награда Сатурн                                 | 13. септембар 2019. | Најбоља режија                                              | Ана Боден и Рајан Флек                               | Номинација |      |
| "People's Choice Awards"                       | 10. новембар 2019.  | Филм 2019.                                                  | Капетан Марвел                                       | Номинација |      |
| "People's Choice Awards"                       | 10. новембар 2019.  | Акциони филм 2019.                                          | Капетан Марвел                                       | Номинација |      |
| "People's Choice Awards"                       | 10. новембар 2019.  | Глумац 2019.                                                | Самјуел Л. Џексон                                    | Номинација |      |
| "People's Choice Awards"                       | 10. новембар 2019.  | Глумица 2019.                                               | Бри Ларсон                                           | Номинација |      |
| "People's Choice Awards"                       | 10. новембар 2019.  | Акциона глумица 2019                                        | Бри Ларсон                                           | Номинација |      |
| Националне филмске и ТВ награде                | 3. децембар 2019.   | Најбоља глумица                                             | Бри Ларсон                                           | Номинација |      |
| Националне филмске и ТВ награде                | 3. децембар 2019.   | Најбоља глумица                                             | Џема Чен                                             | Номинација |      |
| Националне филмске и ТВ награде                | 3. децембар 2019.   | Најбољи акциони филм                                        | Капетан Марвел                                       | Номинација |      |
| Награда ААКТА                                  | 4. децембар 2019.   | Најбољи визуелни ефекти или анимација                       | Крис Таунсенд, Дамијен Кар, Пол Батерворт, Грег Џоли | Номинација |      |
| Награда Холивудског удружења критичара         | 9. јануар 2020.     | Најбољи акциони / ратни филм                                | Капетан Марвел                                       | Номинација |      |
| Награда Холивудског удружења критичара         | 9. јануар 2020.     | Најбољи блокбастер                                          | Капетан Марвел                                       | Номинација |      |
| Награда Холивудског удружења критичара         | 9. јануар 2020.     | Најбољи каскадерски посао                                   | Капетан Марвел                                       | Номинација |      |
| "Make-Up Artists & Hair Stylists Guild Awards" | 11. јануар 2020.    | Feature-Length Motion Picture: Best Special Make-Up Effects | Брајан Сајп, Алексеј Дмитријев, Сабрина Вилсон       | Номинација |      |
| Награда за дизајн костима                      | 28. јануар 2020.    | Најбољи дизајн костима у акционом филму                     | Сања М. Хејс                                         | Номинација |      |
| The ReFrame Stamp                              | 26. фебруар 2020.   | 2019 Top 100-Grossing Narrative Feature Recipients          | Капетан Марвел                                       | Освојено   |      |
| Nickelodeon Kids' Choice Awards                | 2. мај 2020.        | Омиљени филм                                                | Капетан Марвел                                       | Номинација |      |
| Nickelodeon Kids' Choice Awards                | 2. мај 2020.        | Омиљена глумица                                             | Бри Ларсон (такође за филм Осветници: Крај игре)     | Номинација |      |
| Nickelodeon Kids' Choice Awards                | 2. мај 2020.        | Омиљени суперхерој                                          | Бри Ларсон (такође за филм Осветници: Крај игре)     | Номинација |      |
| Награда Небјула                                | 31. мај 2020.       | Ray Bradbury Award for Outstanding Dramatic Presentation    | Ана Боден, Рајан Флек и Џенева Робертсон Дворт       | Номинација |      |
| ASCAP Award                                    | 23. јун 2020.       | Top Box Office Films                                        | Пинар Топрак                                         | Освојено   |      |
| Hugo Award                                     | 1. август 2020.     | Најбоља драмска презентација – Дугометражни филм            | Капетан Марвел                                       | Номинација |      |

## Наставак
У фебруару 2019. Ларсонова је изразила интересовање за укључивање лика Камала Кан / Мис Марвел у наставак, а Фајги је раније изјавио да има планове да представи Канову у Марвеловом универзуму након изласка Капетана Марвела. Наредног месеца Фајги је изјавио да има „прилично невероватне” идеје за наставак Капетана Марвела. Фајги је додао да би евентуалним наставком могао да се истражи временски јаз између краја овог филма и следећег појављивања Денверсове у филму Осветници: Крај игре. Лашана Линч изразила је интересовање да репризира своје улогу Марије Рамбо у том наставку. Фајги је потврдио да је филм у фази развоја на Комик Кону у Сан Дијегу 2019. године.
Капетан Марвел 2 је изашао 10. новембра 2023. године, а режирала га је Нија Дакоста, док је Меган Макдонел написала сценарио. Ларсонова је поновила своју улогу, а придружиле су јој се Иман Велани као Камала Кан / Мис Марвел и Тејона Парис као одрасла Моника Рамбо.